# Microsoft Band

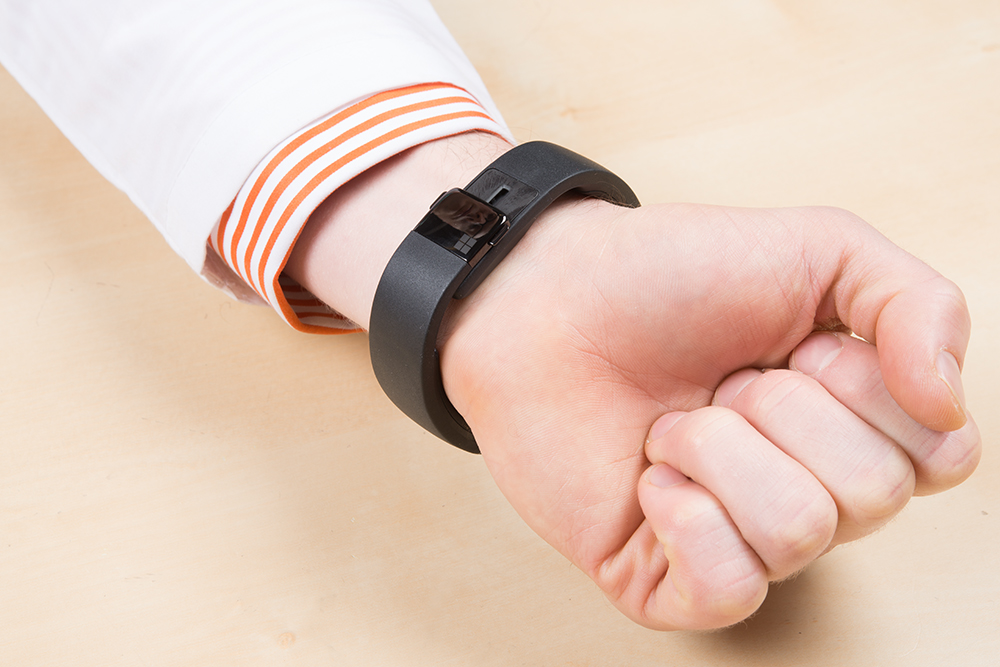
Chiusura di Microsoft Band

La Microsoft Band era una smart band con funzionalità di smartwatch e tracker di attività fisica, creata e sviluppata da Microsoft. È stata annunciata il 29 ottobre 2014. La Microsoft Band possedeva funzionalità di fitness tracking, dello stato di salute e si integrava con uno smartphone Windows Phone, iOS e Android tramite una connessione Bluetooth . Il 3 ottobre 2016, Microsoft interruppe le vendite e lo sviluppo dei dispositivi.  Il 31 maggio 2019 l'app companion della Band fu ritirata e Microsoft offrì un rimborso per i clienti attivi a vita della piattaforma.

## Storia
La Microsoft Band è stata annunciata da Microsoft il 29 ottobre 2014 ed è stata rilasciata in quantità limitata negli Stati Uniti il giorno seguente. La Band fu inizialmente venduta esclusivamente sul sito Web e nei punti vendita Microsoft Store; a causa della sua inaspettata popolarità, sono stati esauriti il primo giorno ed era scarseggiato durante il periodo dello shopping natalizio 2014.
La produzione è stata accelerata a marzo 2015 per aumentarne la disponibilità, diversi mesi dopo il rilascio di Android Wear ma in vista dell'Apple Watch. La disponibilità è stata ampliata negli Stati Uniti anche ai rivenditori Amazon, Best Buy e Target. Il 15 aprile 2015, la Microsoft Band è stata rilasciata nel Regno Unito al prezzo di £ 169,99 ed è disponibile per l'acquisto tramite il Microsoft Store o da partner selezionati.

## Caratteristiche
La Microsoft Band possedeva dieci sensori, sebbene solo otto fossero documentati nella pagina del prodotto:
1. Cardiofrequenzimetro ottico
2. Tre assi accelerometro
3. Giroscopio
4. GPS
5. Microfono
6. Sensore di luce ambientale
7. Sensori galvanici di risposta cutanea
8. Sensore UV
9. Sensore di temperatura della pelle
10. Sensore capacitivo

La batteria del Band poteva funzionare per due giorni a piena carica, il dispositivo si basava sulla sua app Microsoft Health, che era disponibile per i sistemi operativi a partire da Windows Phone 8.1, Android 4.3+ e iOS 7.1 +, se il Bluetooth era disponibile.
Nonostante sia stato progettato come un tracker di fitness, la Band aveva numerose funzionalità simili a smartwatch, come app integrate (chiamate tessere) come Esercizi, UV, Allarme e timer, Chiamate, Messaggi, Calendario, Facebook, Meteo e altro.
La Band ha funzionato con qualsiasi dispositivo Windows Phone 8.1. Se associato a un dispositivo con Windows Phone 8.1 Update 1, Cortana era disponibile, anche se alcune funzionalità richiedono comunque l'uso diretto del telefono associato. Questo primo aggiornamento è stato incluso con il firmware Lumia Denim per telefoni Microsoft Lumia. Gli utenti possono visualizzare le ultime notifiche sul proprio telefono utilizzando il riquadro Centro notifiche.
Il dispositivo è servito per promuovere il software Microsoft e concederlo in licenza a sviluppatori e OEM.